# Poligalacturonasa
La poligalacturonasa es una enzima hidrolasa (EC 3.2.1.15, CAS 9032-75-1 ), endo o exoglucanasa, que inicia el corte hidrolítico por el extremo no reductor del polímero de pectina, su sustrato, especialmente la de bajo metoxilo. Se encuentra en algunas bacterias, hongos y levaduras, fundamentalmente fitopatógenos, y es de mucha aplicación en la industria del zumo.
La poligalacturonasa se encuentra en los frutos de plantas como el tomate. La actividad de la poligalacturonasa se relaciona con la maduración de estos frutos ya que causa la rotura de la lámina media de las paredes celulares del tomate, provocando ablandamiento de los tejidos y cambios en la textura del fruto

## Poligalacturonasa en la defensa a fitopatógenos[1][2]
Tras la acción de una enzima Pectin-Metil-Esterasa, que elimina grupos metilos de las Pectinas de la pared celular, la Poligalacturonasa secretada por el patógeno de una planta determinada comienza a degradar a los Poligalacturónidos convirtiéndolos en Oligogalacturónidos. Estos compuestos actúan como elicitores, señales de presencia de un patógeno, e interactúa con el producto del gen de Resistencia de la planta. Este complejo formado por ambos componentes permite la expresión de diferentes genes de defensa frente a patógenos. Entre los productos de expresión de estos genes de defensa se encuentran enzimas como glucanasas, quitinasas (Degradando la quitina de la pared de los hongos) o bien Proteínas Inhibidoras de la Poligalacturonasa. Estas últimas, como bien indica el propio nombre, producen la inhibición parcial de las Poligalacturonasas secretadas por el patógeno y deja de dañar a la célula vegetal a la que infectaba el patógeno. Es importante que la inhibición sea parcial para que una pequeña parte de las Poligalacturonasas permanezcan intactas degradando Poligalacturónidos, de modo que siempre haya cantidades mínimas de Oligogalacturónidos que no perjudiquen al vegetal pero que sean suficientes para mantener esta respuesta defensiva de la planta.